# Sporting Étoile Club de Bastia 1977-1978
Questa voce raccoglie le informazioni riguardanti la Sporting Étoile Club de Bastia nelle competizioni ufficiali della stagione 1977-1978.

## Stagione

Abdelkrim Merry Krimau durante l'incontro degli ottavi di finale di Coppa UEFA con il. L'attaccante marocchino aveva preso il posto del titolare François Félix, infortunatosi per un incidente stradale.

Afflitto durante la prima parte della stagione da problemi fisici dei titolari (fra cui Petrović, costretto a ritirarsi per una malattia contratta in seguito a un intervento per curare un infortunio al piede, Mariot e Félix, quest'ultimo costretto a saltare diverse partite per via di un incidente stradale al ritorno dell'incontro casalingo di Coppa UEFA contro il Torino), il Bastia alternò risultati positivi in casa a sconfitte in trasferta, occupando a metà  campionato una posizione di media classifica. Risolti definitivamente i problemi della rosa con l'acquisto di nuovi innesti o la promozione in prima squadra di giocatori provenienti dalle giovanili o dalla squadra delle riserve, nel girone di ritorno il Bastia migliorò gradualmente il proprio rendimento fino a raggiungere il quinto posto finale.
In Coppa di Francia i Turchini giunsero sino ai quarti di finale, eliminando fra le altre squadre lo Strasburgo che in campionato stava lottando per il titolo. Opposti al Monaco, il 2-1 ottenuto nella gara casalinga di andata venne vanificato da una sconfitta per 2-0 nel Principato.
Il cammino in Coppa UEFA del Bastia fu caratterizzato da un grande numero di reti segnate, che permise ai Turchini di estromettere squadre ben più accreditate come lo Sporting Lisbona, il Torino e il Carl Zeiss Jena, giungendo fino alla finale contro il PSV con 29 reti all'attivo. Costretto a giocare in un campo in cattive condizioni per un acquazzone, il Bastia non andò oltre lo 0-0 casalingo all'andata, venendo successivamente sconfitto per 3-0 nella gara di ritorno a Eindhoven.

## Maglie e sponsor

L'attaccante Johnny Rep, acquistato in estate dal, indossa la prima versione la maglia utilizzata dai Turchini per gli incontri di Coppa UEFA, caratterizzata dalla presenza di un grande scudo con il simbolo della regione còrsa.

Lo sponsor tecnico per la stagione 1977-1978 è Adidas, mentre gli sponsor ufficiali sono Club Mediterranée per il campionato e RTL per la Coppa di Francia.. Mentre le maglie per le competizioni nazionali sono totalmente occupate dallo sponsor, quelle impiegate nelle gare di Coppa UEFA presentano uno scudo bianco con all'interno una testa di moro sormontato, a partire dai quarti di finale, dall'acronimo della ragione sociale della squadra (SECB). Le maglie utilizzate in Coppa di Francia presentano inoltre il numero sulla parte anteriore, al di sotto dello sponsor.
| Manica sinistra · Manica sinistra · Maglietta · Maglietta · Manica destra · Manica destra · Pantaloncini · Pantaloncini · Calzettoni · Calzettoni | Manica sinistra · Manica sinistra · Maglietta · Maglietta · Manica destra · Manica destra · Pantaloncini · Pantaloncini · Calzettoni · Calzettoni | Manica sinistra · Manica sinistra · Maglietta · Maglietta · Manica destra · Manica destra · Pantaloncini · Pantaloncini · Calzettoni · Calzettoni |

## Organigramma societario
Area direttiva
- Presidente: Paul Natali

Area tecnica
- Direttore sportivo: Jules Filippi
- Allenatore: Pierre Cahuzac

## Rosa
| N. |                       | Ruolo | Calciatore           |
| -- | --------------------- | ----- | -------------------- |
|    | Francia (bandiera)    | P     | Pierrick Hiard       |
|    | Francia (bandiera)    | P     | Dominique Murati     |
|    | Jugoslavia (bandiera) | P     | Ognjen Petrović      |
|    | Francia (bandiera)    | P     | Marc Weller          |
|    | Francia (bandiera)    | D     | André Burkhard       |
|    | Francia (bandiera)    | D     | Jean-Louis Cazes     |
|    | Francia (bandiera)    | D     | Joseph Graziani      |
|    | Francia (bandiera)    | D     | André Guesdon        |
|    | Francia (bandiera)    | D     | Didier Knayer        |
|    | Francia (bandiera)    | D     | Paul Marchioni       |
|    | Francia (bandiera)    | D     | Charles Orlanducci   |
|    | Francia (bandiera)    | D     | Jean-Pierre Mattei   |
|    | Francia (bandiera)    | C     | Toussaint Andrietti  |
|    | Francia (bandiera)    | C     | Pierre Aussu         |
|    | Francia (bandiera)    | C     | Jean-Louis Desvignes |

| N. |                        | Ruolo | Calciatore             |
| -- | ---------------------- | ----- | ---------------------- |
|    | Francia (bandiera)     | C     | Georges Franceschetti  |
|    | Francia (bandiera)     | C     | Félix Lacuesta         |
|    | Francia (bandiera)     | C     | Jean-François Larios   |
|    | Francia (bandiera)     | C     | Claude Papi            |
|    | Francia (bandiera)     | C     | José Pastinelli        |
|    | Francia (bandiera)     | C     | Dominique Vésir        |
|    | Francia (bandiera)     | A     | Sauveur Agostini       |
|    | Francia (bandiera)     | A     | Christian Borel        |
|    | Francia (bandiera)     | A     | Jean-Marie De Zerbi    |
|    | Francia (bandiera)     | A     | François Félix         |
|    | Marocco (bandiera)     | A     | Abdelkrim Merry Krimau |
|    | Francia (bandiera)     | A     | Yves Mariot            |
|    | Paesi Bassi (bandiera) | A     | Johnny Rep             |
|    | Francia (bandiera)     | A     | Georges Ventura        |

## Calciomercato

### Sessione estiva
| Acquisti | Acquisti             | Acquisti        | Acquisti   |
| R.       | Nome                 | da              | Modalità   |
| -------- | -------------------- | --------------- | ---------- |
| D        | Dider Knayer         | INF Vichy       | definitivo |
| C        | Félix Lacuesta       | Saint-Étienne   | prestito   |
| C        | Jean-François Larios | Saint-Étienne   | prestito   |
| C        | Dominique Vésir      | Saint-Étienne   | prestito   |
| A        | Christian Borel      | Lilla           | definitivo |
| A        | Johnny Rep           | Valencia        | definitivo |
| A        | Yves Mariot          | Olympique Lione | definitivo |

| Cessioni | Cessioni           | Cessioni       | Cessioni   |
| R.       | Nome               | a              | Modalità   |
| -------- | ------------------ | -------------- | ---------- |
| D        | Jean-Louis Luccini | Auxerre        | definitivo |
| C        | José Pasqualetti   | Olympique Alès | definitivo |
| A        | Jacques Zimako     | Saint-Étienne  | definitivo |
| A        | Dragan Džajić      | Stella Rossa   | definitivo |

### Sessione invernale
| Acquisti | Acquisti       | Acquisti | Acquisti   |
| R.       | Nome           | da       | Modalità   |
| -------- | -------------- | -------- | ---------- |
| P        | Pierrick Hiard | Rennes   | definitivo |

## Risultati

### Division 1

#### Girone di andata
| Arbitro: | Vautrot |

|  |           |                |
|  | Marcatori | 36’, 75’ Onnis |

| Arbitro: | Kitabjan |

|          |           |                         |
| Papi 17’ | Marcatori | 18’ Buigues 50’ Barthou |

| Arbitro: | Didier |

|                              |           |  |
| Platini 27’, 88’ Curbelo 80’ | Marcatori |  |

| Arbitro: | Bacou |

|                                     |           |  |
| Rep 15’ Papi 22’ (rig.), 47’ (rig.) | Marcatori |  |

| Arbitro: | Martin |

|              |           |          |
| Gemmrich 48’ | Marcatori | 89’ Papi |

| Arbitro: | Buils |

|                             |           |            |
| Lacuesta 41’ Orlanducci 86’ | Marcatori | 45’ Marais |

| Arbitro: | Verbecke |

|                   |           |  |
| Boubacar 52’, 67’ | Marcatori |  |

| Arbitro: | Besory |

|                        |           |  |
| Rep 11’, 72’ Félix 86’ | Marcatori |  |

| Arbitro: | Wurtz |

|                               |           |  |
| Rampillon 15’ Baronchelli 83’ | Marcatori |  |

| Arbitro: | Mouchotte |

|                            |           |                          |
| Rep 11’, 67’ Desvignes 89’ | Marcatori | 46’ Bianchi 82’ Notheaux |

| Arbitro: | Rancelli |

|           |           |  |
| Fuchs 89’ | Marcatori |  |

| Arbitro: | Buils |

|                    |           |  |
| Papi 26’ Félix 90’ | Marcatori |  |

| Arbitro: | Delmer |

|                          |           |  |
| Pintenat 3’ Genghini 73’ | Marcatori |  |

| Arbitro: | Verbecke |

|                  |           |                |
| Papi 53’ Rep 75’ | Marcatori | 32’ Marguerite |

| Arbitro: | Kitabjan |

|                       |           |                              |
| Marx 51’, 76’ Six 74’ | Marcatori | 23’, 79’, 85’ Rep 45’ Krimau |

| Arbitro: | Leloup |

|              |           |  |
| De Zerbi 38’ | Marcatori |  |

| Arbitro: | Vautrot |

|                       |           |            |
| Bjeković 6’, 53’, 85’ | Marcatori | 61’ Larios |

| Arbitro: | Konrath |

|                    |           |  |
| Krimau 70’ Rep 75’ | Marcatori |  |

| Arbitro: | Buils |

|                              |           |                              |
| Bianchi 16’, 56’ Brisson 76’ | Marcatori | 65’, 82’ Rep 73’ (rig.) Papi |

#### Girone di ritorno
| Arbitro: | Delmer |

|             |           |  |
| Giresse 75’ | Marcatori |  |

| Arbitro: | Didier |

|          |           |  |
| Papi 67’ | Marcatori |  |

| Arbitro: | Bacou |

|             |           |                         |
| Dubouil 48’ | Marcatori | 15’, 63’ Larios 42’ Rep |

| Arbitro: | Rancelli |

|                                 |           |          |
| Rep 47’ Krimau 71’ Lacuesta 89’ | Marcatori | 83’ Marx |

| Arbitro: | Wurtz |

|                        |           |          |
| Lacombe 59’ Chiesa 64’ | Marcatori | 18’ Papi |

| Arbitro: | Martin |

|                     |           |  |
| Papi 21’ Krimau 70’ | Marcatori |  |

| Valenciennes 3 febbraio 1978 26ª giornata                         | Valenciennes | 2 – 0 referto | Bastia | Stade Nungesser (4 850 spett.) |
| \| \| \| \| \| Maszczyk 69’ (rig.) Zaremba 84’ \| Marcatori \| \| |              |               |        |                                |
|                                                                   |              |               |        |                                |
| Maszczyk 69’ (rig.) Zaremba 84’                                   | Marcatori    |               |        |                                |

| Bastia 11 febbraio 1978 27ª giornata | Bastia  | 0 – 0 referto | Nantes | Stadio Armand Cesari (6 816 spett.)\| Arbitro: \| Vautrot \| |
| Arbitro:                             | Vautrot |               |        |                                                              |

| Metz 4 marzo 1978 30ª giornata | Metz  | 0 – 0 referto | Bastia | Stadio Saint-Symphorien (3 811 spett.)\| Arbitro: \| Bacou \| |
| Arbitro:                       | Bacou |               |        |                                                               |

| Bastia 11 marzo 1978 31ª giornata | Bastia | 0 – 0 referto | Sochaux | Stadio Armand Cesari (5 599 spett.)\| Arbitro: \| Meeus \| |
| Arbitro:                          | Meeus  |               |         |                                                            |

| Arbitro: | Dider |

|                                    |           |  |
| Marguerite 32’ Domarski 53’ (rig.) | Marcatori |  |

| Arbitro: | Jourdain |

|                                                  |           |  |
| Rep 4’ Franceschetti 20’ Papi 65’, 70’ Félix 80’ | Marcatori |  |

| Arbitro: | Rancelli |

|                                |           |             |
| Krimau 35’ Larios 42’ Papi 83’ | Marcatori | 75’ Llorens |

| Arbitro: | Martin |

|  |           |           |
|  | Marcatori | 41’ Aussu |

| Arbitro: | Leloup |

|                                     |           |              |
| Mariot 3’ Aussu 27’, 56’ Krimau 49’ | Marcatori | 44’ Bjeković |

| Arbitro: | Di Bernardo |

|  |           |                                           |
|  | Marcatori | 28’ Cazes 28’ De Zerbi 59’ Krimau 89’ Rep |

| Bastia 4 maggio 1978 37ª giornata                                                                            | Bastia    | 5 – 3 referto                 | Paris Saint-Germain | Stade Armand Cesari (23,250 spett.) |
| \| \| \| \| \| Papi 36’, 42’ Rep 68’ De Zerbi 75’ Félix 88’ \| Marcatori \| 28’ Pilorget 61’, 80’ Bianchi \| |           |                               |                     |                                     |
| |           |                               |                     |                                     |
| Papi 36’, 42’ Rep 68’ De Zerbi 75’ Félix 88’                                                                 | Marcatori | 28’ Pilorget 61’, 80’ Bianchi |                     |                                     |

| Arbitro: | Di Bernardo |

|                      |           |         |
| Onnis 26’ Gardon 48’ | Marcatori | 63’ Rep |

| Bastia 12 maggio 1978 28ª giornata | Bastia  | 0 – 0 referto | Rouen | Stade Armand Cesari (7.000 spett.)\| Arbitro: \| Vautrot \| |
| Arbitro:                           | Vautrot |               |       |                                                             |

### Coppa di Francia
| Arbitro: | Mouchotte |

|                     |           |          |
| Rep 65’ Guesdon 71’ | Marcatori | 55’ Moya |

| Arbitro: | Didier |

|  |           |                                       |
|  | Marcatori | 36’ Papi 48’ Krimau 74’ Franceschetti |

| Bastia 7 marzo 1978 Sedicesimi di finale – Ritorno | Bastia   | 0 – 0 referto | Strasburgo | Stadio Armand Cesari (5 000 spett.)\| Arbitro: \| Verbecke \| |
| Arbitro:                                           | Verbecke |               |            |                                                               |

| Arbitro: | Vautrot |

|  |           |           |
|  | Marcatori | 33’ Félix |

| Arbitro: | Buils |

|                                |           |             |
| Durand 33’ (aut.) Lacuesta 77’ | Marcatori | 47’ Buisset |

| Arbitro: | Besory |

|                         |           |            |
| De Zerbi 21’ Krimau 37’ | Marcatori | 59’ Moizan |

| Arbitro: | Verbecke |

|                       |           |  |
| Courbis 15’ Onnis 25’ | Marcatori |  |

### Coppa UEFA
| Arbitro: | Muro |

|                     |           |                                |
| Félix 50’, 75’, 82’ | Marcatori | 42’ (rig.) Jordão 57’ Fraguito |

| Arbitro: | Dubach |

|               |           |                   |
| Fernandes 73’ | Marcatori | 86’ Félix 89’ Rep |

| Arbitro: | Linemayr |

|               |           |            |
| Papi 51’, 89’ | Marcatori | 8’ Cannell |

| Arbitro: | Thime |

|             |           |                         |
| Gowling 35’ | Marcatori | 3’ De Zerbi 8’, 67’ Rep |

| Arbitro: | Aldinger |

|                  |           |            |
| Papi 37’ Rep 62’ | Marcatori | 24’ Pulici |

| Arbitro: | Thomas |

|                   |           |                            |
| Graziani 22’, 47’ | Marcatori | 19’ Larios 50’, 65’ Krimau |

| Arbitro: | Delcourt |

|                                                                          |           |               |
| Larios 3’ Papi 41’ Mariot 57’ Félix 70’, 77’ Cazes 80’ Franceschetti 87’ | Marcatori | 61’, 74’ Raab |

| Arbitro: | Michelotti |

|                                                    |           |                     |
| Raab 20’ Lindemann 33’ Vogel 53’ Töpfer 68’ (rig.) | Marcatori | 22’ Papi 64’ Krimau |

| Arbitro: | Carpenter |

|                                            |           |                     |
| Hermann 22’ Ponte 32’ (rig.) Montandon 53’ | Marcatori | 18’ Krimau 37’ Papi |

| Arbitro: | Partridge |

|          |           |  |
| Papi 67’ | Marcatori |  |

| Bastia 26 aprile 1978, ore 20:30 UTC+1 Finale – Andata | Bastia     | 0 – 0 referto | PSV | Stade Armand Cesari (15,000 spett.)\| Arbitro: \| Maksimović \| |
| Arbitro:                                               | Maksimović |               |     |                                                                 |

| Arbitro: | Rainea |

|                                               |           |  |
| v.d. Kerkhof 23’ Deykers 65’ v.d. Kuijlen 68’ | Marcatori |  |

## Statistiche

### Statistiche di squadra
| Competizione     | Punti | In casa | In casa | In casa | In casa | In casa | In casa | In trasferta | In trasferta | In trasferta | In trasferta | In trasferta | In trasferta | Totale | Totale | Totale | Totale | Totale | Totale | DR  |
| Competizione     | Punti | G       | V       | N       | P       | Gf      | Gs      | G            | V            | N            | P            | Gf           | Gs           | G      | V      | N      | P      | Gf     | Gs     | DR  |
| ---------------- | ----- | ------- | ------- | ------- | ------- | ------- | ------- | ------------ | ------------ | ------------ | ------------ | ------------ | ------------ | ------ | ------ | ------ | ------ | ------ | ------ | --- |
| Division 1       | 44    | 19      | 15      | 2       | 2       | 43      | 14      | 19           | 4            | 4            | 11           | 19           | 30           | 38     | 19     | 6      | 13     | 62     | 44     | +18 |
| Coppa di Francia | -     | 4       | 3       | 1       | 0       | 7       | 3       | 3            | 2            | 0            | 1            | 6            | 2            | 7      | 5      | 1      | 1      | 13     | 5      | +8  |
| Coppa UEFA       | -     | 6       | 5       | 1       | 0       | 15      | 6       | 6            | 3            | 0            | 3            | 11           | 14           | 12     | 8      | 1      | 3      | 26     | 18     | +8  |
| Totale           | -     | 31      | 23      | 4       | 2       | 65      | 23      | 31           | 9            | 4            | 15           | 36           | 46           | 57     | 32     | 8      | 17     | 101    | 67     | +34 |

### Andamento in campionato
| Giornata  | 1  | 2  | 3  | 4  | 5  | 6  | 7  | 8  | 9  | 10 | 11 | 12 | 13 | 14 | 15 | 16 | 17 | 18 | 19 | 20 | 21 | 22 | 23 | 24 | 25 | 26 | 27 | 28 | 29 | 30 | 31 | 32 | 33 | 34 | 35 | 36 | 37 | 38 |
| --------- | -- | -- | -- | -- | -- | -- | -- | -- | -- | -- | -- | -- | -- | -- | -- | -- | -- | -- | -- | -- | -- | -- | -- | -- | -- | -- | -- | -- | -- | -- | -- | -- | -- | -- | -- | -- | -- | -- |
| Luogo     | C  | C  | T  | C  | T  | C  | T  | C  | T  | C  | T  | C  | T  | C  | C  | T  | C  | T  | T  | C  | T  | C  | T  | T  | C  | T  | C  | T  | C  | C  | T  | C  | T  | C  | T  | C  | T  | T  |
| Risultato | P  | P  | P  | V  | N  | V  | P  | V  | P  | V  | P  | V  | P  | V  | V  | P  | V  | N  | P  | V  | V  | V  | P  | V  | V  | P  | N  | N  | N  | V  | P  | V  | V  | V  | V  | V  | P  | N  |
| Posizione | 18 | 18 | 19 | 17 | 16 | 13 | 16 | 14 | 15 | 12 | 15 | 13 | 15 | 12 | 10 | 10 | 10 | 9  | 10 | 10 | 9  | 8  | 8  | 8  | 8  | 9  | 10 | 10 | 10 | 10 | 9  | 10 | 9  | 7  | 5  | 5  | 5  | 5  |

Fonte:  Classements, su lfp.fr, lfp.fr.
Legenda:

Luogo: C = Casa; T = Trasferta. Risultato: V = Vittoria; N = Pareggio; P = Sconfitta.

### Statistiche dei giocatori
| Giocatore        | Division 1 | Division 1 | Division 1  | Division 1 | Coppa di Francia | Coppa di Francia | Coppa di Francia | Coppa di Francia | Coppa UEFA | Coppa UEFA | Coppa UEFA  | Coppa UEFA | Totale   | Totale | Totale      | Totale     |
| Giocatore        | Presenze   | Reti       | Ammonizioni | Espulsioni | Presenze         | Reti             | Ammonizioni      | Espulsioni       | Presenze   | Reti       | Ammonizioni | Espulsioni | Presenze | Reti   | Ammonizioni | Espulsioni |
| ---------------- | ---------- | ---------- | ----------- | ---------- | ---------------- | ---------------- | ---------------- | ---------------- | ---------- | ---------- | ----------- | ---------- | -------- | ------ | ----------- | ---------- |
| S. Agostini      | 2          | 0          | 0           | 0          | 0                | 0                | 0                | 0                | 1          | 0          | 0           | 0          | 3        | 0      | 0           | 0          |
| T. Andrietti     | 0          | 0          | 0           | 0          | 0                | 0                | 0                | 0                | 0          | 0          | 0           | 0          | 0        | 0      | 0           | 0          |
| P. Aussu         | 9          | 3          | 0           | 0          | 2                | 0                | 0                | 0                | 1          | 0          | 0           | 0          | 12       | 3      | 0           | 0          |
| A. Burkhard      | 22         | 0          | 0           | 0          | 4                | 0                | 0                | 0                | 5          | 0          | 0           | 0          | 31       | 0      | 0           | 0          |
| C. Borel         | 0          | 0          | 0           | 0          | 0                | 0                | 0                | 0                | 0          | 0          | 0           | 0          | 0        | 0      | 0           | 0          |
| J.L. Cazes       | 34         | 1          | 1           | 0          | 6                | 0                | 0                | 0                | 12         | 1          | 0           | 0          | 52       | 2      | 1           | 0          |
| J.M. De Zerbi    | 20         | 3          | 0           | 0          | 3                | 1                | 0                | 0                | 6          | 1          | 0           | 0          | 29       | 5      | 0           | 0          |
| J.L. Desvignes   | 12         | 1          | 0           | 0          | 1                | 0                | 0                | 0                | 3          | 0          | 0           | 0          | 16       | 1      | 0           | 0          |
| F. Félix         | 25         | 4          | 0           | 0          | 4                | 1                | 0                | 0                | 9          | 6          | 0           | 0          | 38       | 11     | 0           | 0          |
| G. Franceschetti | 10         | 1          | 0           | 0          | 2                | 1                | 0                | 0                | 3          | 1          | 0           | 0          | 15       | 3      | 0           | 0          |
| J. Graziani      | 2          | 0          | 0           | 0          | 0                | 0                | 0                | 0                | 0          | 0          | 0           | 0          | 2        | 0      | 0           | 0          |
| A. Guesdon       | 33         | 0          | 1           | 0          | 7                | 0                | 0                | 0                | 11         | 0          | 0           | 0          | 51       | 0      | 1           | 0          |
| P. Hiard         | 8          | -8         | 0           | 0          | 4                | -2               | 0                | 0                | 5          | -5         | 0           | 0          | 17       | -15    | 0           | 0          |
| D. Knayer        | 2          | 0          | 0           | 0          | 0                | 0                | 0                | 0                | 1          | 0          | 0           | 0          | 3        | 0      | 0           | 0          |
| A. Merry Krimau  | 21         | 7          | 1           | 0          | 5                | 2                | 0                | 0                | 8          | 4          | 0           | 0          | 34       | 13     | 1           | 0          |
| F. Lacuesta      | 30         | 2          | 0           | 0          | 6                | 1                | 0                | 0                | 12         | 0          | 0           | 0          | 48       | 3      | 0           | 0          |
| J.F. Larios      | 33         | 5          | 2           | 0          | 6                | 0                | 0                | 0                | 12         | 2          | 0           | 0          | 51       | 7      | 2           | 0          |
| P. Marchioni     | 31         | 0          | 0           | 0          | 6                | 0                | 0                | 0                | 9          | 0          | 0           | 0          | 46       | 0      | 0           | 0          |
| Y. Mariot        | 24         | 1          | 0           | 0          | 5                | 0                | 0                | 0                | 7          | 1          | 0           | 0          | 36       | 2      | 0           | 0          |
| J.P. Mattei      | 1          | 0          | 0           | 0          | 0                | 0                | 0                | 0                | 0          | 0          | 0           | 0          | 1        | 0      | 0           | 0          |
| D. Murati        | 1          | -1         | 0           | 0          | 0                | 0                | 0                | 0                | 0          | 0          | 0           | 0          | 1        | -1     | 0           | 0          |
| C. Orlanducci    | 37         | 2          | 0           | 0          | 6                | 0                | 0                | 0                | 12         | 0          | 0           | 0          | 55       | 2      | 0           | 0          |
| C. Papi          | 33         | 15         | 0           | 0          | 6                | 1                | 0                | 0                | 12         | 7          | 0           | 0          | 51       | 23     | 0           | 0          |
| J. Pastinelli    | 0          | 0          | 0           | 0          | 0                | 0                | 0                | 0                | 0          | 0          | 0           | 0          | 0        | 0      | 0           | 0          |
| O. Petrović      | 9          | -14        | 0           | 0          | 0                | 0                | 0                | 0                | 2          | -3         | 0           | 0          | 11       | -17    | 0           | 0          |
| J. Rep           | 30         | 18         | 0           | 0          | 4                | 0                | 0                | 0                | 9          | 4          | 0           | 0          | 43       | 22     | 0           | 0          |
| G. Ventura       | 1          | 0          | 0           | 0          | 0                | 0                | 0                | 0                | 0          | 0          | 0           | 0          | 1        | 0      | 0           | 0          |
| D. Vésir         | 1          | 0          | 0           | 0          | 0                | 0                | 0                | 0                | 0          | 0          | 0           | 0          | 1        | 0      | 0           | 0          |
| M. Weller        | 21         | -21        | 0           | 0          | 3                | -3               | 0                | 0                | 6          | -10        | 0           | 0          | 30       | -34    | 0           | 0          |